# Kibramoa paiuta
Espèce
Kibramoa paiuta est une espèce d'araignées aranéomorphes de la famille des Plectreuridae.

## Distribution
Cette espèce est endémique du Nevada aux États-Unis,. Elle a été découverte dans la grotte Gypsum Cave dans le comté de Clark.

## Description
Le mâle holotype mesure 8,5 mm.

## Publication originale
- Gertsch, 1958 : The spider family Plectreuridae. American Museum Novitates, no 1920, p. 1-53 (texte intégral).